# 증정
증정(중국어: 曾靜, 병음: zēng jìng 쩡징[*], 1679년 ~ 1735년)은 청나라 때의 서생이다.
1728년의 증정의 모반사건의 중심인물로, 명나라 때의 중화주의 사상가 여유량의 글을 읽고 감명받아 악비의 후손으로 알려진 총독 악종기에게 편지를 보내 반란을 권유하였다. 악종기는 증정과 그 제자 장희를 냉큼 잡아다 압송하였고, 당시 황제 옹정제 앞에 끌려간 증정은 황제와 논쟁하여 철저히 패배하고 사상개조를 당한다. 증정은 진심으로 반성문을 쓰고 귀향하여 목숨을 부지하고 살다가, 옹정제와는 사상통제 정책이 달랐던 건륭제가 즉위하자마자 도로 끌려나와 목이 달아났다.

## 같이 보기
- 문자의 옥